# Zbory Boże w Nigerii
Zbory Boże w Nigerii (ang. Assemblies of God Nigeria) – chrześcijański wolny kościół protestancki o charakterze ewangelikalnym nurtu zielonoświątkowego działający w Nigerii. Wchodzi w skład Światowej Wspólnoty Zborów Bożych. 
Według raportu statystycznego z 2013 roku Kościół w Nigerii obecny jest w 105 okręgach, posiada 14 367 lokalnych zborów, 15 061 aktywnych pastorów, 4 837 035 wiernych, prowadzi 506 szkół podstawowych, 75 szkół średnich, 11 szkół teologicznych, 1 uniwersytet i 10 szpitali/klinik, oraz 24 domowych placówek misyjnych i 8 zagranicznych w Afryce i Europie.
Według danych z 2019 roku Kościół obejmuje 3,6 mln ochrzczonych członków, zrzeszonych w 16,3 tys. zborach. Liczba duchownych wzrosła do ponad 15 650, w tym ponad 50 misjonarzy, w 9 krajach.